# Domenico Malpiedi
Domenico Malpiedi (San Ginesio, 1570-1575 – ...) è stato un pittore italiano. Allievo di Federico Barocci, dipinse tele per le chiese vicino alla sua città natale, tra cui Santa Maria delle Rose e San Nicola da Tolentino a Sant'Angelo in Pontano. Dal 1601 al 1603, dipinse a Osimo. Probabilmente era imparentato con Francesco Malpiedi.

## Opere
- Due angeli adorano la Colomba dello Spirito Santo, (prima metà del XVII secolo)
- I santi Lucia, Biagio e Apollonia, (prima metà del XVII secolo)
- La nascita della Vergine Maria, (prima metà del XVII secolo)
- Martirio di San Bartolomeo, (prima metà del XVII secolo)
- Sant'Amico di Rambona, (prima metà del XVII secolo)
- San Michele Arcangelo, (prima metà del XVII secolo)
- I santi Lucia, Biagio e Apollonia, (attribuito - prima metà del XVII secolo)
- Madonna di Loreto, (prima metà del XVII secolo)
- Annunciazione, (prima metà del XVII secolo)
- I santi Lucia, Biagio e Apollonia, (prima metà del XVII secolo)
- Apparizione della Vergine lauretana all'eremita frate Paolo della Selva, (prima metà del XVII secolo)
- Pentecoste, (prima metà del XVII secolo)
- Sposalizio della Vergine, (prima metà del XVII secolo)
- Resurrezione, (prima metà del XVII secolo)
- Consegna delle chiavi, (prima metà del XVII secolo)
- La cappella delle Sacre Spine a s. Maria di Piazza in Loro Piceno (MC) e la cappella di S. Teresa. Stucchi con dipinti di storie e di episodi tratti dall'antico e dal nuovo Testamento (prima metà del XVII secolo)